# Cheferne – Jagten på talentet
Cheferne – Jagten på talentet er et dansk reality-tv-program, som havde premiere den 8. januar 2025 på DR1. Programmets idé er, at tre topledere fra det danske erhvervsliv i løbet af otte afsnit skal udvælge det største ledelsestalent ud af i alt 12 forskellige kandidater. Undervejs skal deltagerne i grupper løse opgaver som at sælge abonnementer til butikker for at bekæmpe madspild eller plukke æbler i en plantage så effektivt og skånsomt som muligt. I hvert afsnit skiftes der leder. Vinderen ved afslutningen får mulighed for at få en lederstilling hos en af de tre chefer.
Efter de otte afsnit, sluttede programmet den 26. februar 2025 med, at den 34-årige projektleder, Sia Seidler Berro gik hele vejen til finalen, hvor hun blev udnævnt som Danmarks skarpeste ledelsestalent. Hun valgte herefter et job i Dansk Industri.

## De deltagende chefer
De tre chefer, der evaluerer deltagerne, er:
- Lars Sandahl Sørensen, administrerende direktør i Dansk Industri
- Anne Buchardt, head of private banking and investments i Danske Bank
- Casper Kirketerp-Møller, stifter og direktør i virksomheden Clever.

## Modtagelse
Berlingske omtalte programmet som "Robinson Ekspeditionen for folk i jakkesæt" og mente i øvrigt, at det var et modent og seriøst realityprogram.